# آدم واكزينسكي
آدم واكزينسكي (بالبولندية: Adam Waczyński) مواليد 15 أكتوبر 1989 في تورون، بولندا، هو لاعب كرة سلة بولندي. بدأ مسيرته الاحترافية في سنة 2001. يحمل الرقم 21. يبلغ طوله 6 قدم 5 بوصة (2.0 م).

## المسيرة الاحترافية
لعب مع أسكو غدينيا من سنة 2004 إلى 2006، ثم لعب مع نادي بوزنان لكرة السلة في موسم 2009–2010، ثم لعب مع ترفل سوبوت من سنة 2010 إلى 2014، ثم لعب مع أوبرادويرو لكرة السلة في الدوري الإسباني من سنة 2014 إلى 2016، ثم لعب مع بالونكيستو مالقا في سنة 2016.

## الإنجازات

### النادي
أسكو غدينيا
- الدوري البولندي لكرة السلة: 2004–05، 2005–06، 2006–07، 2007–08

ترفل سوبوت
- كأس بولندا لكرة السلة: 2012
- كأس السوبر البولندية لكرة السلة: 2014

بالونكيستو مالقا
- كأس أوروبا لكرة السلة: 2016–17

## روابط خارجية
- آدم واكزينسكي على موقع الاتحاد الدولي لكرة السلة (الإنجليزية)
- آدم واكزينسكي على موقع الدوري الأوروبي لكرة السلة (الإنجليزية)
- آدم واكزينسكي على موقع الدوري الإسباني لكرة السلة (الإسبانية)
- آدم واكزينسكي على موقع كرة السلة الأوروبية.كوم (الإنجليزية)
- آدم واكزينسكي على موقع DraftExpress.com (الإنجليزية)
- آدم واكزينسكي على موقع ريلجم (الإنجليزية)
- آدم واكزينسكي على موقع بروبوليرز (الإنجليزية)
- آدم واكزينسكي على موقع سبورتس رفرنس (الإنجليزية)